# Dzjan Zarkov
Dzjan Zarkov (bulgariska: Джан Зарков), född 8 maj 2006, är en bulgarisk tyngdlyftare.

## Karriär
Vid EM 2024 i Sofia tog Zarkov brons i 55 kg-klassen.